# Сафват ад-Дін Падишах-хатун
Сафват ад-Дін Падишах-хатун (1254—1295 рр.) — глава держави, Султан Керману з династії Кутлугханідів –хронологічно п'ята мусульманська государиня, 1293—1295 років правління. Дружина двох ільханських султанів.

## Життєпис

### Родина
Народилася вона у 1254 р. Її батько Кутб Мухаммад Падишах-хан, мати Кутлуг-Туркан-хатун. З метою не допущення вивезення Падишах-хатун монгольськими ханами, її виховували серед братів під чоловічим ім'ям Хасан-хан й ретельно приховували від знатних людей.

### Одруження
Отримавши придане від своєї матері вийшла заміж за ільхана Абака-хана. Після смерті своєї свекрухи у 1272 році зайняла її місце. Подружнє життя Падишах-хатун й Абака-хана було корисним для Кермана, завдяки йому монгольські намісники «не переступали справедливості й милосердя».
Після раптової смерті Абака-хана у 1282 р. ільханом був обраний Хулагу-хан, Тегюдер, який для укріплення авторитету монголів в мусульманському світі прийняв іслам й став називатися Ахмедом.
Принцесу мусульманської держави Кутлугханів Падишах-хатун змусили вийти заміж за сина ільхана Абака-хана принца Гайхату-хана (намісника в Анатолії). Шлюб (зі своїм пасинком, й ще з не мусульманином) неприпустимий за мусульманськими законами, але дозволявся монгольськими традиціями. У цьому випадку інтереси держави були поставлені вище норм мусульманського права. Після одруження вона переїхала з чоловіком до Анатолії.

### Входження на престол
У 1291 р. після смерті Аргун-хана, іранським ільханом став Гайхату-хан (1291—1295) який скинув з престолу Кермана султана Джелал ад-Дін Суюргатмиша й передав державну владу своїй дружині Падишах-хатун.
В середині місяця зу-л-када (листопада) 1292 року Падишах-хатун вступила на престол Кермана, та взяла ім'я Савфат ад-Дун'я ва-д-дін (обраниця миру та добра).
Свого брата Джалал ад-Дін Суюргатмиша зробила своїм намісником, але угледівши в його діях жагу знову заволодіти троном заточила в фортеці, але ж потім звільнила. У 1294 році 22 серпня з метою позбутися загроз за своє життя, Падишах-хатун надала наказ вбити Суюргатмиша. Керманці не змогли їй пробачити смерть султана Суюргатмиша і їх любов до государині змінилася недобрими почуттями. Щоб змінити ситуацію вона «обсипала» всі верстви населення благодійністю, своєму племіннику Юлук-шаху надала посаду при дворі, та випустила з в'язниць прибічників свого брата. Після цього плітки скінчилися.

### Страта
Через недалекоглядність другого чоловіка Падишах-хатун, як політика кількість його ворогів збільшилась. У Багдаді претендент на престол Ільханів Байду (чоловік доньки Союргатмиша), зробив заколот та 24 березня 1295 р. по його наказу Гайхату-хана стратили.
Коли Падишах-хатун дізналася про заколот військ проти неї сановники порадили зачинитися їй у цитаделі. Тим часом Курдучін оточив місто, облога тривала кілька днів. За цей час її прихильники перейшли на службу до ворога. Зрозумівши, що марно чинити опір, султан віддала ключі від воріт міста разом з віршами:
|  | Доки ладити зі страхом за душу? Я здаюся і скоряюся долі! |

Війська Курдучін вступили до Кермана. Падишах-хатун була обвинувачена в зраді й містилася під арештом у своєму будинку, та з часом була вбита. Ярлик з санкцією на її вбивство видав Байду-хан, який і займав трон Ільханів до 1295 року.
Мухаммед-шах перевіз тіло Падишах-хатун (своєї тітки) з села Мушкін у Керман та поховав у медресе її матері Туркан-хатун.

## Особистість Падишах-хатун
Усі джерела та хроніки відмічають, що вона була каліграфом й поетом з видатною вродою і прекрасним характером. Прикрашала палітурки давніх віршованих збірників переписувала своєю рукою книги Корану. Під час правління проявляла турботу про вчених і гідних людей прагнула покращити життя людей.
Думки дослідників розійшлися з приводу її псевдонімів. Дослідник Хаййампур вважав, що вірші Падишах-хатун підписувала псевдонімом Лале (тюльпан). Ахмед Алі Хан-і Везірі проаналізувавши різні її твори дотримувався думки, що писала вона під псевдонімом Іффаті (Жіноча честь, скромність, цнотливість), але це не підтверджується іншими дослідниками.
У Берлінському музеї зберігаються дві монети з ім'ям Падишах-хатун; на них вибито («Гайхату-падишах всесвіту пані миру Падишах-хатун»).